# الویس سینوسیک
الویس سینوسیک (انگلیسی: Elvis Sinosic؛ زادهٔ ۱۹۷۱) کشتی‌گیر، ورزشکار هنرهای رزمی ترکیبی و تکواندوکار اهل استرالیا است.